# Puppey
Климент Иванов (род. 6 марта 1990, Тарту), более известный как Puppey, — эстонский киберспортсмен по Dota 2. Известен как один из основателей команды Team Secret, в которой играет с 2014 года. Вместе с Natus Vincere Puppey выиграл первый The International в августе 2011 года, получив за первое место приз в один миллион долларов США. В следующих двух сезонах The International его команда занимала второе место.

## Dota
Климент Иванов начал свою киберспортивную карьеру в 2007 году, присоединившись к команде Xero Skill. Он добился успеха в Dota, выступая за такие команды, как KingSurf.international, Nirvana.international и NAVI. Его последний LAN-матч по Dota состоялся на турнире Asus Open Summer 2011 и завершился победой в составе NAVI.

## Dota 2

### Natus Vincere
С NAVI Puppey дебютировал на The International 2011, не проиграв ни одного матча и выиграв 1 000 000 $, а также победил на Electronic Sports World Cup 2011 (12 000 $); после ухода ArtStyle в октябре 2011 он стал капитаном NAVI. В 2011—2013 он попал на подиум в 31 из 32 турниров (Alienware Cup, StarLadder 7, The Defense 4), занял второе место на The International 2012, выиграл Dota 2 Champions League Season 2 (2014), но на TI 2014 финишировал 7—8 и покинул NAVI вместе с KuroKy.

### Team Secret
После поражения от Alliance Puppey с Fly, N0tail, KuroKy и s4 заняли 2-е место на Starladder X. Они попали в топ-3 на семи мейджорах, выиграли Double Trouble и ESL One Frankfurt (120 000 $), но лишь 7—8-е место (830 000 $) на TI5. Shanghai Major 2016 выиграли, но оказались последними на Manila Major и вылетели на ранней стадии TI6. В сезоне 2017—2018 выиграли DreamLeague 8 и заняли 4-е место в DPC, финишировали 5‑ми на TI8. В сезоне 2018—2019 взяли два мейджора, стали первыми в DPC и заняли 4-е место на TI9. В 2020-м выиграли DreamLeague 13, но из‑за пандемии DPC и TI10 отменили, затем одержали восемь онлайн‑побед подряд. В 2021-м заняли 3-е место на TI10.  В 2022-м прошли в финал TI11, уступив Tundra Esports.  В 2023-м команда вылетела в низший дивизион и впервые не прошла на TI12.

### Edge
В июне 2025 года Климент «Puppey» Иванов покинул Team Secret и присоединился к команде Edge, что стало его первым участием в соревнованиях в Южной Америке. Edge усилила состав, добавив Puppey в качестве замены игроку payk перед турниром PGL Wallachia Season 5.

## Критика
16 февраля 2016 года бывший менеджер команды Эвэни Чанг обвинила Team Secret в том, что организация не выплатила ей и бывшим игрокам призовые средства.
9 октября 2016 года бывший игрок EternaLEnVy опубликовал в своём блоге материал, в котором описал несколько случаев, когда организация, особенно директор команды Кемал и Климент «Puppey» Иванов, задерживали выплаты игрокам, вводили в заблуждение относительно спонсорских средств и удерживали 10 % от призовых без уведомления участников.
Позже в тот же день другой бывший игрок, MiSeRy, разместил в своём блоге аналогичные обвинения, заявив, что организация не выплачивала ему вознаграждение до тех пор, пока он не обратился с требованием несколько раз. Он также подтвердил утверждение EternaLEnVy о том, что Puppey был единственным игроком, осведомлённым об удержании 10 % от призовых фондов командой.